# Halvmåneseglare
Halvmåneseglare (Streptoprocne biscutata) är en fågel i familjen seglare.

## Utseende
Halvmåneseglaren är en stor seglare med långa lieformade vingar, mörk kropp och tvärt avskuren stjärt. Den liknar halsbandsseglaren men har en ofullständig vit krage mer som en haklapp och kan också ha ljusare ansikte.

## Utbredning och systematik
Halvmåneseglare delas in i två underarter med följande utbredning:
- Streptoprocne biscutata seridoensis – förekommer i nordöstra Brasilien i Seridóregionen i Paraíba
- Streptoprocne biscutata biscutata – från Minas Gerais i sydöstra Brasilien till Paraguay och nordöstra Argentina

## Levnadssätt
Halvmåneseglaren vilar och häckar i grottor och bakom vattenfall.

## Status och hot
Arten har ett stort utbredningsområde, men tros minska i antal, dock inte tillräckligt kraftigt för att den ska betraktas som hotad. Internationella naturvårdsunionen IUCN listar arten som livskraftig (LC).